# Utricularia macrorhiza
Utricularia macrorhiza este o specie de plante carnivore din genul Utricularia, familia Lentibulariaceae, ordinul Lamiales, descrisă de Le Conte. Conform Catalogue of Life specia Utricularia macrorhiza nu are subspecii cunoscute.